# Nergens dichte verzameling
In de topologie, een deelgebied van de wiskunde, wordt een deelverzameling {\displaystyle A} van een topologische ruimte {\displaystyle X} nergens dicht (in {\displaystyle X}) genoemd, als er geen omgeving in {\displaystyle X} bestaat, waar {\displaystyle A} dicht is. De gehele getallen vormen bijvoorbeeld een nergens dichte deelverzameling van de reële lijn {\displaystyle \mathbb {R} }.
Een deelverzameling {\displaystyle A} van een topologische ruimte {\displaystyle X} is dan en slechts dan nergens dicht in {\displaystyle X} als het inwendige van de afsluiting van {\displaystyle A} leeg is. De volgorde van de operaties is belangrijk. De verzameling van rationale getallen heeft, als een deelverzameling van {\displaystyle \mathbb {R} }, bijvoorbeeld de eigenschap dat de afsluiting van het inwendige leeg is, maar deze verzameling is geen nergens dichte verzameling; het is zelfs een dichte verzameling in {\displaystyle \mathbb {R} }.